# Toluè
El toluè o tolué, segons el registre lingüístic, és compost orgànic format per un anell de benzè substituït per un grup metil. És un líquid incolor, immiscible amb aigua.
S'obté durant el processament del petroli i s'utilitza com a dissolvent, tant de pintures com de reactius químics.

## Síntesi
- A partir de benzè (reacció de Friedel-Crafts)
- A partir de bromobenzè (reacció de Wurtz-Fittig)